# Shaj
Shaj (albanisch für Schrei oder auch Beleidigung) ist das Siegerlied des 58. Festivali i Këngës. Der Titel wurde von Arilena Ara vorgetragen. Die Musik stammt von Darko Dimitrov und Lazar Cvetkovski, der albanische Text von Lindon Berisha. Die englische Neuaufnahme mit dem Titel Fall From The Sky (englisch für Vom Himmel fallen) wurde im März 2020 veröffentlicht. Mit dieser Version sollte Ara Albanien beim Eurovision Song Contest 2020 in Rotterdam vertreten. Der Wettbewerb wurde wegen der COVID-19-Pandemie abgesagt.

## Festivali i Këngës und Hintergründe

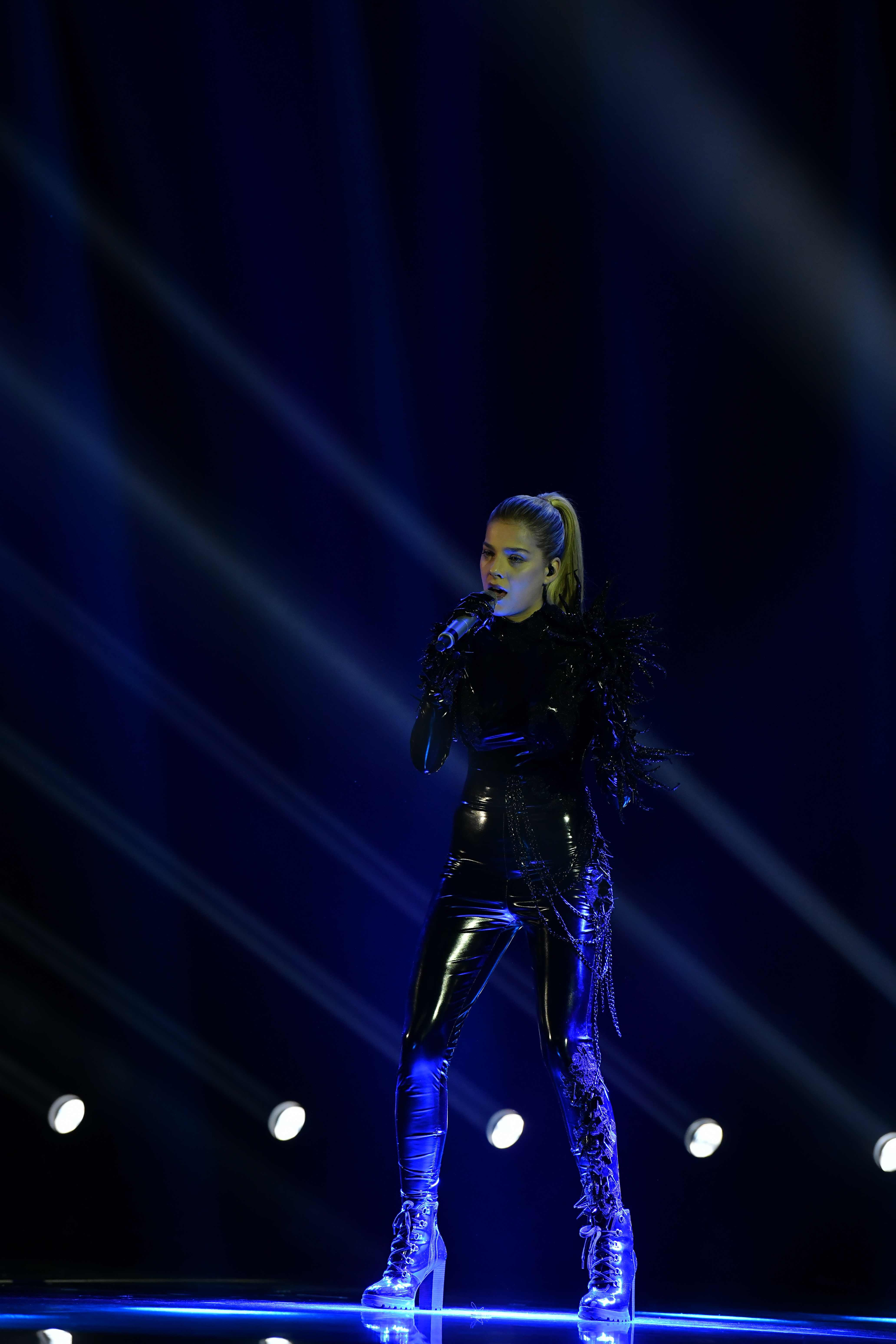
Ara sing Shaj beim Festivali i Këngës

Am 9. Dezember 2019 veröffentlichte der zuständige Fernsehsender RTSH alle Beiträge des Festivali i Këngës auf YouTube. Eine Woche später wurde bekannt gegeben, dass Ara im zweiten Halbfinale auftreten würde. Dieses fand am 20. Dezember statt, aus welchem sich Ara für das Finale qualifizierte. Dieses gewann sie am 22. Dezember 2019 mit 67 Punkten, drei Punkte vor Elvana Gjata. Ihr Lied wurde an beiden Auftritten von Gridi Kraja dirigiert.
Aras Sieg beim Festival rief national und in Fankreisen starke Reaktionen hervor. Rita Petro, Mitglied der Jury, verteidigte später ihre Entscheidung.
Direkt nach dem Festival gab Ara bekannt, dass der Titel ursprünglich in einer englischen Fassung an sie herangetragen wurde und hielt sich offen, ob der Titel beim Eurovision Song Contest auf Englisch gesungen werden solle.

## Inhaltliches
Das Stück ist in einem Tempo von 145 Schlägen pro Minute gehalten. Eine markante Rolle spielt das Violinsolo am Anfang und während des Liedes. Zur zweiten Strophe setzt der Beat ein. Die Musik stammt von Darko Dimitrov und Lazar Cvetkovski. Dass zum allerersten Mal am Festivali i Këngës Komponisten außerhalb Albaniens teilnehmen durften, sorgte für Kritik. Dimitrov schrieb vorher Musik für überwiegend aus dem ex-jugoslawischen Raum stammende Interpreten. Der Texter Lindon Berisha stammt ebenfalls aus Nordmazedonien und nahm 2009 am Top Fest teil.
Die englischsprachige Version wurde im März veröffentlicht. Der Text stammt hierbei von Michael Blue, Robert Stevenson und Sam Schummer. Der Titel wurde außerdem neu arrangiert. Ara wird anfangs ausschließlich nur vom Piano begleitet. In der neuen Version rückt das Violinsolo deutlich in den Hintergrund, im letzten Drittel fehlt das Instrumentalintermezzo komplett. Der letzte Teil des Titels wird in einer veränderten Tonart gesungen. Die albanischsprachige Version ist 2:57 Minuten lang, die englischsprachige dagegen 3:08 Minuten.

## Veröffentlichung
Obwohl der Titel bereits vor dem Festival im Dezember veröffentlicht wurde, war er nicht als Download oder Stream erhältlich, sondern erschien lediglich auf YouTube. Erst am 17. März 2020 erschien Shaj als Download auf verschiedenen Plattformen. Dennoch ist teilweise als Veröffentlichungsdatum der 20. Dezember 2019 angegeben. Am 9. bzw. 10. März 2020 wurde Fall from the Sky sowohl als Download als auch als Video mit Songtext veröffentlicht.
| Nr.          | Titel        | Länge |
| ------------ | ------------ | ----- |
| 1.           | Shaj         | 2:57  |
| Gesamtlänge: | Gesamtlänge: | 2:57  |

| Nr.          | Titel                               | Länge |
| ------------ | ----------------------------------- | ----- |
| 1.           | Fall from the Sky                   | 3:08  |
| 2.           | Fall from the Sky (Karaoke Version) | 3:08  |
| Gesamtlänge: | Gesamtlänge:                        | 6:16  |

## Rezeption
Wie bereits erwähnt, war der Sieg des Titels und der Interpreten beim Festivali i Këngës nicht unumstritten. Edmond Zhulali, Komponist mehrerer Gewinnerbeiträge, warf den Veranstaltern vor, Interessen der albanischen Identität verletzt zu haben und sprach von einer „Vergewaltigung“. Er kritisierte, dass die langjährige Tradition, nur albanische Komponisten zuzulassen, gebrochen wurde. Diese Regelung sei seit dem allerersten Festival präsent gewesen, doch nie in Zweifel gezogen worden. Dennoch glaube er, dass Arilena eine würdige Vertreterin Albaniens beim Eurovision Song Contest sei.
Irving Wolther beschreibt Shaj als „melancholische Powerballade“ und bezeichnete den Sieg beim Festival als „Weihnachtsmärchen“.

## Beim Eurovision Song Contest
Mit dem Sieg des Liedes beim Festivali i Këngës sollte dieses Albanien beim Eurovision Song Contest im Mai 2020 in Rotterdam vertreten. Der Wettbewerb wurde wegen der COVID-19-Pandemie abgesagt.